# KAM-coördinator
De KAM-coördinator (kwaliteit, arbeidsomstandigheden en milieu) is als staffunctionaris aanspreekpunt voor de kwaliteit, arbeidsomstandigheden en de zorg voor het milieu binnen een bedrijf. In kleine bedrijven is de functie vaak een neventaak. Bij middelgrotere bedrijven is de functie vaak fulltime. Naast wet- en regelgeving bepalen interne en externe eisen de omvang van de functie. Het voldoen aan eisen aan vergunningverleners en normeringen ligt voor een groot deel bij de staffunctionaris. De afdeling KAM kenmerkt zich door de kennis van risico's, eisen en wensen van belanghebbenden (stakeholders) van het bedrijf. De verantwoordelijkheid blijft in de lijn binnen het bedrijf.
Met de afkorting QHSE (Quality, Health, Safety and Environment) wordt  deze functie in het Engels uitgedrukt. Soms wordt de volgorde van de letters omgedraaid, en zie je bijvoorbeeld ook de afkorting SHEQ terug.

## Hoofdtaken
Het opzetten, beheersen en verbeteren van het KAM-zorgsysteem is de hoofdtaak van de KAM-coördinator. Dit KAM-zorgsysteem borgt onder andere dat het bedrijf voldoet aan arbo- en milieuwetgeving en de kwaliteits-, arbo- en milieueisen en -wensen van de belanghebbenden van het bedrijf. Daarnaast borgt het KAM-zorgsysteem ook dat het bedrijf in staat is effectief te reageren op calamiteiten en dat de bedrijfshulpverlening goed is georganiseerd. Het basisprincipe van het KAM-zorgsysteem is een systematiek waarbij activiteiten planmatig, volgens vastgesteld beleid, worden uitgevoerd. Vervolgens worden gecontroleerd of de activiteiten effectief zijn geweest en voldoende hebben bijgedragen aan de realisatie van het KAM-beleid. Als het nodig is worden verbeteractiviteiten doorgevoerd of wordt het beleid bijgesteld.

## Werkzaamheden
De belangrijkste werkzaamheden van de KAM-coördinator bestaan uit het voorstellen en (laten) uitvoeren van verbeteringen op basis van wettelijke veranderingen, risico-inventarisaties, verbetervoorstellen en klachten van belanghebbenden, voortschrijdend inzicht en hiaten in het systeem. Daarnaast is de KAM-coördinator verantwoordelijk voor de toetsing van de naleving van het systeem (in- en externe audits, werkplekinspecties, meting en monitoring van gegevens). De resultaten hiervan worden gerapporteerd aan de directie, vaak voorzien van aanbevelingen voor verbetering. Ook onderhoudt de KAM-coördinator de contacten met de belanghebbenden van het bedrijf op het gebied van KAM. In die hoedanigheid treedt de KAM-coördinator op als directievertegenwoordiger.

## De rol binnen het bedrijf
De KAM-coördinator heeft de rol van initiator, stimulator, controleur en coördinator met betrekking tot de KAM-onderwerpen en ontwikkelingen binnen het bedrijf. De KAM-coördinator is verantwoordelijk voor het onder de aandacht brengen van, en draagvlak creëren voor, kwaliteit, arbeidsgezondheid, arbeidsveiligheid en milieu. Hierbij vervult de KAM-coördinator de brug tussen medewerkers en directie. De functie vereist dat de functionaris goed kan communiceren met zowel de directie als medewerkers en andere belanghebbenden.

## KAM-zorg
Vaak is een KAM-zorgsysteem gebaseerd op één of meer (internationale) normen en richtlijnen. Veel toegepaste en door belanghebbenden erkende normen zijn ISO 9001 (kwaliteitsbeleid), ISO 14001 (milieuzorg), OHSAS 18001 (arbozorg) of VCA (Veiligheids Checklist Aannemers). 
Om aan belanghebbenden aan te kunnen tonen dat aan de normeisen wordt voldaan kan een bedrijf zich laten certificeren voor de normen.